# 四季
四季（しき）とは、季節を4分割した際の春・夏・秋・冬の総称であり、自然現象の1つ。
温帯および亜寒帯の地域に見られる。特に温帯の温暖湿潤気候、温帯夏雨気候、西岸海洋性気候、そして亜寒帯の亜寒帯湿潤気候、亜寒帯冬季少雨気候では、四季の変化が顕著である。
また、四季は地球に特有の現象ではなく、宇宙のほかの惑星にも広く存在している。たとえば、火星では地球と同様に四季の変化が見られる。
本稿では主に「地球の四季」について述べる。

## 概説

### 四季が生じる理由
地球は太陽のまわりを回りながら（公転しながら）、地軸が約23.4°傾いたまま動いている。この傾きのため、地球上の場所によって、太陽の高さや日照時間が変わりる。「太陽の高さの変化」とは、地球が公転する中で太陽が高くなる時期と低くなる時期があり、それに伴って地表の温度も変わることを指す。
- 夏至（6月頃）：北半球では太陽が最も高くなり、南半球では最も低くなる[7]。
- 冬至（12月頃）：北半球では太陽が最も低くなり、南半球では最も高くなる[7]。

「日照角度と日照時間の影響」とは、地球が丸い形をしているため、太陽の光の当たり方や照らされる時間が場所や季節によって変わることを指す。
- 太陽の光が地面に対して垂直（90°に近い）に当たるほど、同じ光の量でも地面が強く暖められる。そのため、太陽が高く昇る夏は暖かくなる。
- 地軸の傾きにより、昼の時間も変わります。夏至の日は昼が最も長くなり、冬至の日は最も短くなる。特に高緯度の地域では、この差が大きくなる。

また、「気温の変化のずれ」も四季の成り立ちに影響を与える。ただし、気温は太陽の高さが変わった直後には変化せず、1か月から2か月ほど遅れて変動するとされている。
- 真夏は、夏至の1〜2か月後、つまり7月〜8月頃になる[7]。
- 真冬は、冬至の1〜2か月後、つまり1月〜2月頃になる[7]。

このように、地球の地軸の傾きと公転により、地球各地で「四季」という自然現象が生じる。

### 気候と四季の関係
世界には、四季の変化がはっきりしている地域と、そうでない地域がある。これは、緯度や海と陸の分布が気候に大きく影響を与えるためである。
四季の変化がはっきりしている地域：
- 中緯度に位置する温帯や亜寒帯では、1年の気温の変化が生物の活動にも影響を与えるため、季節の違いを感じやすい。特に、内陸や大陸の端にある地域では、気団の勢力が大きく変化するため、四季の違いがはっきりする。
- 例えば、日本および東アジア・極東地域は、夏は小笠原気団、冬はシベリア気団、梅雨はオホーツク海気団、春と秋は揚子江気団の影響を受けることにより、四季が明瞭になっている。
- 近年、地球温暖化の影響で「春と秋がなくなり、夏と冬だけになった」と言われることがあるが、気象データによると、現在も春と秋は依然として存在している。

四季の変化が分かりにくい地域：
- 砂漠・熱帯・極地などでは、一般的に四季の違いがあまり感じられない[9][10]。
- 熱帯地方では、年間を通して気温があまり変わらないため、四季よりも「雨季」と「乾季」で季節を区別することが多い。赤道付近では日照時間がほとんど変わらず、太陽の高さも常に高いため、一年中夏のような気候が続く。
- 極地（北極圏や南極圏）では、夏は太陽が沈まない「白夜」、冬は太陽が昇らない「極夜」となり、日照時間の変化が大きい。しかし、年間を通して太陽の高さが低いため、気温の変化はそれほど大きくない。さらに、緯度が高いほど、また内陸にあるほど気温の変化が大きく、海に近いほど気温の変化が小さい。

これらは気候や文化による四季の考え方であり、天文学的には太陽の高さ（日照角度）の変化によって、地域に関係なく四季が定義されている。
江戸時代には京都には四季はあるが、江戸には春がないため三季であり、北国は春も秋もなく二季であると考えられていた。

## いろいろな地域の四季

### 北アメリカの四季
北アメリカの気候は極めて多様で、四季が明確に感じられる地域も存在している。とくに北米に位置する米国は豊富な自然資源を有し、世界一の生物多様性を誇る一方で、自然災害も頻繁に発生するのが特徴である。北米は春は暖かく、夏は雨が多くて暑く、秋は乾燥して涼しく、冬はかなり寒い。この気候の影響で果物が育ちやすい自然環境となり、例えばリンゴ、オレンジ、ブドウ、パイナップル、イチゴ、モモ、スモモ、サクランボ、スイカなど、ほぼ地球中のすべての果物が北米で栽培できる。
また、北米には日本ほどの四季折々の文化は無いが、その気候や地理環境は日本よりも多様で、各州ごとに全然異なる季節の風景を楽しむことができる。
- 北東部から北にかけて湿潤大陸性気候が広がり、冬は厳しく寒冷で、夏は高温多湿となり、地域によっては降雪量も多い[13][14]。
- 東部から中央部は亜寒帯湿潤気候で、グレートプレーンズ周辺やカナダとアメリカの国境付近には、暑くなる日も多くみられる[15][16]。
- エリー湖やオンタリオ湖南岸は、アメリカの平野部でもっとも降雪量が多い地域である[17][18]。
- 南東部から南部は温暖湿潤気候で、フロリダ南端ではサバナ気候がみられる[19][20]。
- 西部は一般的に乾燥しており、ステップ気候が広く分布し、メキシコとアメリカの国境付近では砂漠気候が確認できる[21][22]。
- 太平洋岸南部は地中海性気候ですが、太平洋岸北部に進むとアラスカ南東端と同様の西岸海洋性気候になる[23][24]。
- 最北部に位置するアラスカは北極圏に属し、年間を通じて冷涼な気候である[25][26]。
- 太平洋諸島であるハワイは温暖な気候であり、ビーチリゾートとして人気がある[27][28]。

### 西ヨーロッパの四季

#### ブリテン諸島
ブリテン諸島、つまりイギリスとアイルランドの気候は西岸海洋性気候が卓越し、四季がしっかりと存在しながらも、全体的に降水日数が多く、一年中雨が降る傾向がある。一般的に、冬は涼しく湿った気候、夏は暖かく湿った気候となり、ほかの気候にみられるような極端な暑さや寒さ、干ばつや強風は滅多に無い。また、毎日の天気は非常に変わりやすい。
冬、特に風のない日には霧が発生しやすく、雨や雪が降るのが一般的である。夏には激しい雨が降り、人々の体に直接当たることがあり、傘を持つことが一年中の常態となっている。この傾向がとくに強い都市としてロンドンが挙げられ、英国紳士の傘文化の理由にもなっている。
また、ブリテン諸島は水の蒸散量が多い夏季には東部が高温になるため、年間を通じて東部は比較的乾燥し、西部は湿潤な気候となる。東部では降水量が一年を通じて平均的であり、一日当たりの降水量が少なく、緯度と気温の関連が強く、比較的高温になる。一方、西部では降水量が2500mmを超えることがある。

#### 西欧平原
西ヨーロッパには大陸性・海洋性・地中海性の三種類の気候が共存しており、フランス、ベルギー、ルクセンブルク、オランダ、モナコの気候は四季性が明らかである。夏は30°C以下、冬季は0°C前後と温暖である。
この穏やかな四季のおかげで、西欧諸国は面積がそれほど大きくないにも関わらず、強い農業国となりやすい。多彩な農産物が生み出されており、果物だけでなく、観賞用の花や家具用の木、魚介類、葡萄からのワイン、牛からのチーズなども高級品が豊富である。とくにフランスは世界第二の農業大国であり、オランダは世界一の花栽培大国である。
西欧を東に移動するにつれて、気候は大陸性に変わり、気温の年較差や日較差が拡大する一方で、降水量が増加する。本来の大陸性気候は西欧の西側限界にあるが、西欧東部の高地、とくにアルプス山脈の影響によって大陸性気候が形成されている。地中海性気候は西欧の南岸で際立ち、気温の年間変動は三種類の気候区の中で最も大きいが、降水量は年間を通じて少なくなっている。

### 中央ヨーロッパの四季

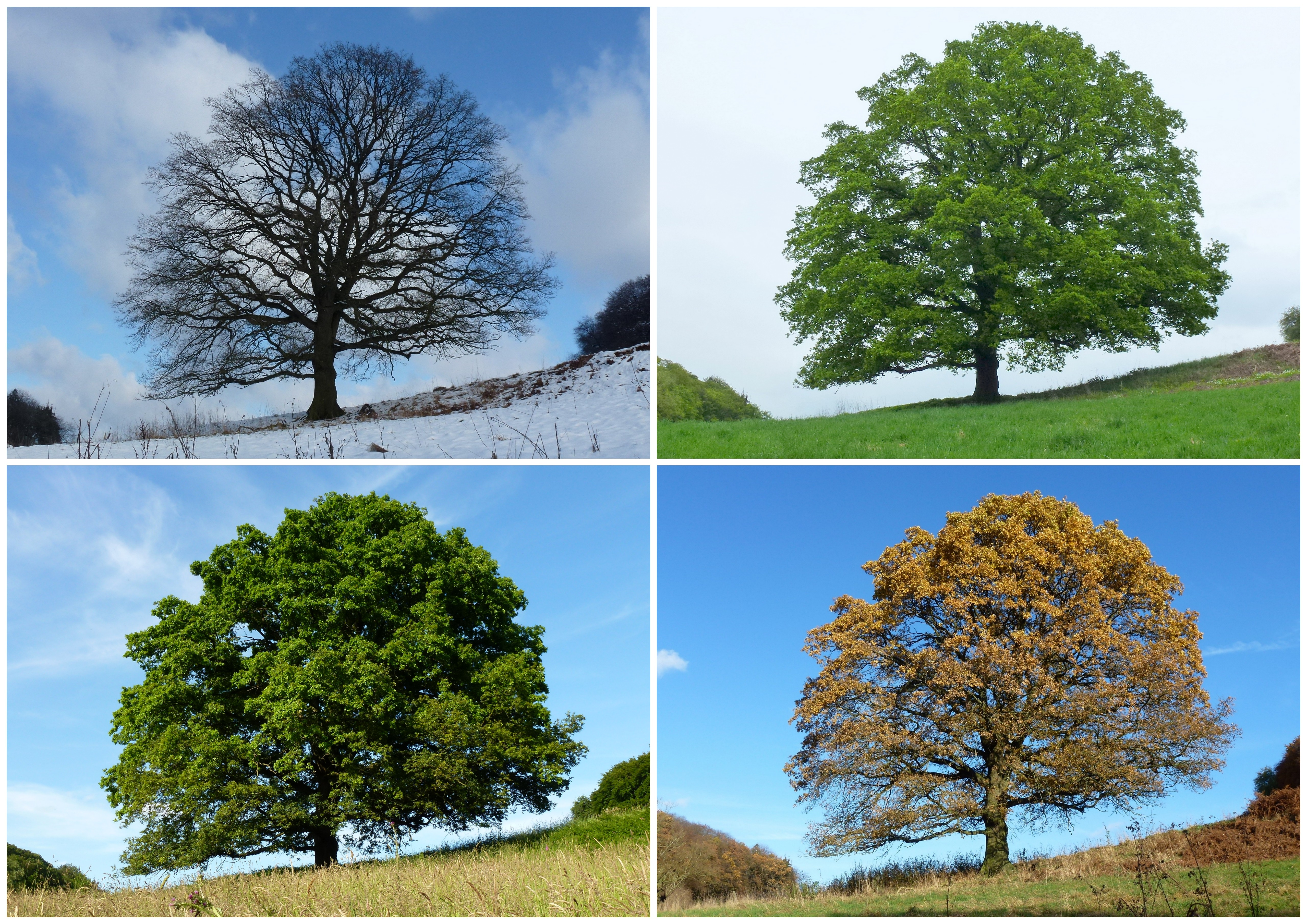
春夏秋冬の四季の移ろいの中で、様相が変化するオークの木。
この写真はドイツにあるフェルダーバッハタール（フェルダー川の谷）で撮影された。

中欧、つまりドイツ、オーストリア、スイス、ポーランド、チェコ、スロヴァキア、ハンガリーでは、主に海洋性気候と湿潤大陸性気候が混ざり合った気候がみられ、四季ははっきりしている。中欧では、沿岸部（ドイツやポーランドの北部）は温暖な冬と涼しい夏が特徴の海洋性気候で、内陸部（南ドイツや中欧の山岳地帯）は冬が寒く夏が暑い大陸性気候と、大きく二つの気候に分けられている。
- 春は気温が少しずつ上がり、日中は15〜20°C、夜は5〜10°Cほどになる。雨は多く、天気が不安定だが、花が咲き、自然が緑に包まれる[45]。
- 夏は温暖で、平均20〜25°C、暑い日には30°Cを超えることもある。雨は少なく、晴天が多いが、午後には雷雨が起こりやすい[46]。
- 秋は気温が10〜15°C前後まで下がり、夜は5°C以下になることもある。霧は出やすく[47]、紅葉や赤い茸が美しい季節である[48][49]。
- 冬は寒く、内陸部や山岳地帯では2°Cほどになり、雪や降水・強風が多い[50]。都市部では都市高温化の影響で、5°C以上になることもある[51][52]。

### 北ヨーロッパの四季
北ヨーロッパ（デンマーク・スウェーデン・ノルウェー・フィンランド・アイスランド）での年中平均温度はほかの地域と比べると全体的に寒冷である。緯度が高いため日照時間の差が大きく、特に緯度の高い地域では夏は白夜、冬は極夜となる。

### 南ヨーロッパの四季
南ヨーロッパ（イタリア・スペイン・ギリシャ・ポルトガル）は地中海性気候に属し、この気候は冬以外は温暖である。緯度でみるとローマは札幌市などに近いが、一年中顕著的に温暖であり、特に夏になると40°Cを超える猛暑が定番である。しかしその反面、イタリアでの冬は寒くなり、-10°Cになることもある。降水量は、地中海周辺諸国では夏は極端に乾燥・冬は極端に湿潤で、春と秋は平均的なものである。

### オセアニアの四季

#### オーストラリア
オーストラリア大陸は広大で、気候に地域差があって全体的に大陸北部は熱帯気候・大陸南部は温帯気候・全域は海洋性気候に囲まれているため、四季が明確性持ちの特徴になっている。南半球に位置しているため、一般には11月から1月が春、2月から4月が夏、5月から8月が秋、9月から10月が冬となる。南部地域では冬でも温暖な日が多いがニューサウスウェールズ州がある地域の山岳部では積雪がみられる。オーストラリアでは年間を通して暑い気候であり、1月から3月には雨季があって、内陸部は日の気温差が大きい砂漠地帯となっている

#### ニュージーランド諸島
ニュージーランドは日本と同じ島国で、南半球に位置するため、四季が日本と正反対である。

### 極東地域の四季

#### 中国大陸の四季
中国大陸にもはっきりとした四季があり、四季・季節・春夏秋冬等の漢字を発明した本家である。今の日本でも使われている「二十四節気」は紀元前4世紀、戦国時代の中国に発祥し、宋王朝の時代に日本に伝わった。
中国大陸は名の通りに大陸性気候を基準として、季風気候・砂漠気候・寒帯気候を加えたものである。今から3000年前の『春秋左氏伝』から始め、僖公5年の「分至啓閉」という語の「啓」が立春・立夏、「閉」が立秋・立冬と考えられており、『呂氏春秋』において「立春・立夏・立秋・立冬」の語が使われていることから、戦国時代に一般化したと考えられる。立秋の時期までが暑さのピークであり、立春までの時期が寒さのピークとなる。
なお、古代中国人は一年12か月を春・夏・秋・冬の四時に分け、正月（一月）・二月・三月を春、四月・五月・六月を夏、七月・八月・九月を秋、十月・十一月・十二月を冬とした。2400年前の周の頃に「二十四節気」は定着した。冬至を基準に年始が置かれていたが、戦国時代になると冬至の翌々月を年始とする夏正（夏暦）が各国で採用されるようになり、これにより冬至と春分の中間点が正月すなわち春の最初の節気にあたるようになったことで「立春」と名付けられ、他の二至二分四立も春夏秋冬の名が冠せられるようになったと考えられる。

#### 台湾の四季
台湾は中央部と北部が亜熱帯、南部が熱帯に属している。そのため、北部は夏季を除けば比較的気温が低く四季は明瞭だが、南部は冬季を除けば気温が30°Cを超えることが多くて四季が不明瞭である。台湾の夏はおおよそ9月から11月までで、通常は蒸し暑く、日中の気温は27°Cから35°Cまで上り、10月の平均気温は28°Cである。台風の襲来が圧倒的に多く、毎年平均3 - 4個の台風に襲われる。平均降雨量は年間およそ2,515mmであり、雨期に多く、また降雨量は季節・位置・標高によって大きく異なっている。

#### 朝鮮半島の四季
朝鮮半島は四季がはっきりであり、日本列島の東半分や中国東北部の気候と類似している。ケッペンの気候区分によれば、半島の南部・中部（釜山、ソウルなど）は温帯夏雨気候、北部・山岳地帯は亜寒帯冬季少雨気候に分類される。大陸性の影響を強く受け、年間の気温差が大きく、日較差（日中と夜の気温差）も顕著である。
ソウルと日本の新潟県長岡市は同じ緯度にあるが、ソウルはより大陸性の影響を強く受けるため、冬は長岡市よりも冷え込み、夏はより暑くなる傾向がある。また、冬に強力なシベリア寒気団が襲来すると、ソウルの最低気温は-10～-15℃程度まで下がり、郊外では-15℃を下回ることもある。
大韓民国気象庁の国立気象博物館（東大門区）や、大韓民国政府、ソウル市政府の公式観光サイトによれば、韓国の四季の特徴は以下の通りである：
- 春は、3月から5月にかけて訪れ、高気圧の影響で晴れる日が多い。春の訪れとともに、王桜、ツツジ、レンギョウ（개나리）、コブシ（목련）などの花々が街を彩る。しかし、中国やモンゴルのゴビ砂漠からの黄砂が飛来することもある。
- 夏は、6月から8月にかけて続き、蒸し暑い。韓国にも梅雨（장마/チャンマ）があり、6月中旬から約1か月続くが、他のアジアのモンスーン地域に比べると、降水量はそれほど多くない。
- 秋は、9月から11月まで続き、韓国の伝統的な収穫祭である「秋夕（チュソク）」が祝われる。秋は気温が下がり、澄み渡る青空が広がる中、山々は一面の黄金色や深紅に染まる。韓国の人々は秋になると、山へ出かけて色とりどりの紅葉を愛でる。
- 冬は、12月から2月にかけて続き、シベリア高気圧の影響で北西からの冷たい風が吹き込み、漢江が凍結することもある。また、韓国の旧正月「ソルラル（설날）」が祝われ、多彩な氷上祭りや雪祭が各地で行われる。さらに、3日間の厳しい寒さの後に、4日間の穏やかな日が続く「三寒四温（삼한사온/サムハンサオン）」という独自の気候パターンがよく見られる。

## 日本列島の四季
| 分類         | 分類         | 春                      | 夏                    | 秋                    | 冬                     |
| ------------ | ------------ | ----------------------- | --------------------- | --------------------- | ---------------------- |
| 伝統的季節   | 暦月区切り   | 旧暦正月（新暦2月頃）～ | 旧暦四月(新暦5月頃)～ | 旧暦七月(新暦8月頃)～ | 旧暦十月(新暦11月頃)～ |
| 伝統的季節   | 節月区切り   | 立春(2/3頃)～           | 立夏(5/5頃)～         | 立秋(8/7頃)～         | 立冬(11/7頃)～         |
| 気象学的季節 | 気象学的季節 | 3月～                   | 6月～                 | 9月～                 | 12月～                 |
| 天文学的季節 | 天文学的季節 | 春分（3/20頃）～        | 夏至（6/21頃）～      | 秋分（9/22頃）～      | 冬至（12/22頃）～      |

### 日本の春
日本列島では3月上旬頃までは北日本や山間部を中心に余寒（）と呼ばれる冬の寒さが残り、まだ降雪と積雪や路面凍結も残る。初春の3月中旬から気温は急激に上がり北日本と山間部を除いて、気温は16〜20°Cまで上がる日が増え、暖かくなる。冬枯れの雑草が緑色に変色し若草が生え、樹木に新芽が出始める。 また冬の各季節現象が終わりを告げ、雪が完全に止む終雪、霜が降りなくなる終霜、氷が張らなくなる終氷の時期ともなり、春の訪れを感じさせるようになる。ただし、年によっては寒気の南下や南岸低気圧の影響で季節外れの遅い降雪や凍結になることがある。また、北日本や北信越地方を中心に春分以降も寒の戻り等で降雪が観測される年もある。そして、3月後半には南日本からサクラの花が咲き始める。春本番の仲春から晩春の4月から5月前半にかけてはチューリップ、ツツジ、フジ等といった多種多様な春の花が咲き始め、樹木・雑草が緑で青々とし始める新緑の時期となる。

### 日本の夏
日本列島の夏は湿度が高く蒸し暑い。日中の気温はおおむね30〜35°C程度だが、湿度が高いため体感気温は高い。なお、湿度が高い理由は太平洋高気圧によるもので、太平洋上から蒸発した水蒸気が高気圧に混じり高湿度の状態で日本列島をすっぽり覆うために起こる。近年では7月になると猛暑日と呼ばれる最高気温が35°C以上の日がある。内陸部でフェーン現象が起こると40°C以上の危険な暑さになることもある。一方で北海道や東北北部の太平洋沿岸部（三陸海岸以北）にはしばしば冷たく湿ったやませが吹き付ける。
夏は次の四つの節に分けられる。
初夏
5月中旬から梅雨入りするまでは初夏と呼ばれる。気温は24〜30°C、湿度は盛夏ほど高くなく過ごしやすいと言える。初夏になると植物は繁茂し始め、動物類は餌を求め活発に動き回るようになる。
梅雨
6月ごろ、本州島以南の島々での雨季。平均して6月中頃から7月中頃まで約1か月程続く。梅雨の後期はしばしば豪雨となる。同時期、北海道はやませの影響もあり梅雨は不明瞭であり、かつては6月は比較的雨が少ない時期であった。ところが近年では降雨量が増え豪雨が降ることさえある。
盛夏
この時期、気温は東北地方中部以南の地域では35°C以上の猛暑日になることも多い。盛夏は8月中旬頃を境に晩夏へと移行する。なお、近年の日本列島では8月を過ぎても暑さが緩まず猛暑日になることがしばしばである。
晩夏
8月下旬から9月上旬頃までとされている場合も多い。

### 日本の秋
日本列島では9月上旬頃まで残暑（）と呼ばれる夏の暑さがまだ残り、まだ真夏日・猛暑日・熱帯夜も残る。9月中旬頃になると気温と湿度が下がりはじめ、初秋となる。この時期は、大きな台風が上陸しやすい季節でもあり、10月初め頃まで台風が上陸することがある。9月下旬から11月上旬にかけては秋本番の仲秋で、涼やかな季節である。
11月になると朝の冷え込みが一段と厳しくなり北日本から次第に紅葉の季節となる。日本列島の紅葉はカエデ・ハゼなどの赤く染まる落葉樹が多いのが特徴で、色とりどりの鮮やかな紅葉を見せる。
11月も中旬になり「晩秋」の時期になると、北日本や日本海側・山間部や内陸部では冬の訪れが早く、最低気温が初めて氷点下まで下がり初雪が降り始める。落葉樹の樹木は紅葉が見ごろを過ぎて落葉し始め、荒涼とした枯れ枝のみの茶色い冬枯れになる。動物や虫類が冬眠に入るようになる。また、関東以西でも西日本の太平洋側と南西諸島を除く太平洋側の地域にその冬初めて氷が張り、この時期に霜が降り始める。

### 日本の冬
冬は日本海側から冷たく湿った風が吹きつけ、北日本はほぼ毎日気温が0°C以下の冬日や真冬日になる。北日本の日本海側は世界屈指の豪雪地帯であり、多いところで2〜3mもの雪が積もる。一方、関東以西の太平洋側では、山間部や内陸を除くと冬は比較的穏やかで、沿岸部では積雪がないことが多く、気温もそれほど低くはならない。空気も乾燥しており、晴れた日も多い。
12月に入ると東海地方以西の太平洋側では初雪が降る。
1月から2月初め頃までは、一年で最も寒い時期の「真冬」となる。寒さのピークであり、大陸から寒波が断続的に流れ込み、日本海側や北日本では大雪の日が多い。北日本や山間部では最高気温0°C以下の真冬日が多くなり、特に北海道内陸部は-20°C未満の極寒に見舞われることがある。太平洋側の平地でもこの時期の最高気温は4〜10°Cと寒く、冷たく乾燥したからっ風が吹くため体感温度はさらに低い。
2月になると北日本でも真冬日が減り、日平均気温は太平洋側平野部では6°C前後、厳しい寒さだった真冬に比べると寒さは和らぐ。そして南日本では梅が開花し、南寄りの風が吹き荒れる。一方で、東北から関東地方にかけての太平洋側は降雪が最も多い時期でもあり、この時期に多く発生する南岸低気圧によって雪を降らせている。

## 四季をテーマにした作品

### 音楽
- 海外：
  - 『四季』（Les Saisons, 1661年、フランス） - パスカル・コラス（英語版）とジャン=バティスト・リュリのバレエ音楽。
  - 四季 (ヴィヴァルディ)（Le Quattro Stagioni, 1725年、イタリア） - 春・夏・秋・冬を音楽で表現。
  - 四季 (ハイドン)（Die Jahreszeiten, 1801年、オーストリア） - 自然と人間の営みを描いたオラトリオ（合唱付きの宗教音楽）。
  - 交響曲第9番 (シュポーア)（1849年、ドイツ） - 原題は「Symphonie Nr. 9, "Die Jahreszeiten"」。「四季」の題を持つ。冬から始まる。
  - 四季 (チャイコフスキー)（Les Saisons, op. 37a, 1876年、ロシア） - 12のピアノ小品から成り、それぞれの季節の特徴を音楽で表現。1月から始まる。
  - 四季 (グラズノフ)（Времена Года、1899年, ロシア） - 季節をテーマにしたバレエ音楽。冬から始まる。
  - 四季 (ケージ)（英語版）（The Seasons, 1947年、アメリカ） - 冬から始まる。なお1950年の弦楽四重奏曲 (String Quartet in Four Parts) も四季にもとづくが、夏から始まる。
  - 四季（The Four Seasons, 1967年、アメリカ) – フランキー・ヴァリ & ザ・フォー・シーズンズ作曲。1960年代の人気ポップグループ「ザ・フォー・シーズンズ」によるアルバム。
  - ブエノスアイレスの四季 (Estaciones Porteñas, 1969年、アルゼンチン) - アストル・ピアソラのタンゴ。夏、冬、春、秋の順で演奏される。
  - Still Life (BIGBANGの曲)（봄여름가을겨울、2022年、韓国） - 四季をテーマにした歌詞が特徴。
- 日本：
  - 四季の歌（1964年）– 荒木とよひさ作曲。
  - 四季（Shiki、1998年) – 久石譲作曲。
  - 四季 (w-inds.の曲)（2004年）

### 文学
- 海外：
  - 『静夜思』 – 李白（中国唐代、8世紀頃）秋の情緒や、故郷を思う心情を詠んだ漢詩。
  - 『春望』 – 杜甫（中国唐代、8世紀頃）春の景色と共に、戦乱と国の困難を描いた漢詩。
  - 『秋夕』 – 杜牧（中国唐代、9世紀頃）秋の静けさや夜空、星々の美しさを称賛した漢詩。
  - 『賦得古原草送别』 – 白居易（中国唐代、9世紀頃）内モンゴルの草原を舞台に、四季の移ろいを通じて別れの感情を描いた漢詩。
  - 『四季のソネット』(Les Sonnets des Saisons、1558年) – デュ・ベレー作（フランス）。ラテン文学の伝統を重んじつつ、新たな表現を追求した詩集。
  - 『冬物語』(The Winter’s Tale、1611年) – ウィリアム・シェイクスピア（イギリスのイングランド）。冬と春の対比を軸に、時折秋や夏も加えられるロマンス劇。
  - 『四季』 (The Seasons (Thomson)) (The Seasons, 1730年) – ジェームズ・トムソン作（イギリスのスコットランド）。冬から始まり、春・夏・秋を経て冬の移ろいを描いた長編詩。イギリス文学における自然詩の代表作。
  - 『四季』（Metai、1818年） – クリスティヨナス・ドネライティス作（リトアニア）。彼の代表作であるの叙事詩。
  - 『四季』(Le Quattro Stagioni、1966年) – プリーモ・レーヴィ作（イタリア）。第二次世界大戦の影響下における四季を描いたエッセイ集。
  - 『四季』(The Four Seasons、1979年) – スティーヴン・キング（アメリカ）。「ショーシャンクの空に」を含む、四季をテーマにした短編集。
  - 『四季』(Las cuatro estaciones、1982年) – アントニオ・ムニョス・モリーナ作（スペイン）。四季の移り変わりを背景に、人間の感情の変化を描いた小説。
- 日本：
  - 『枕草子』 – 清少納言（10世紀末）四季についての記述が豊富。
  - 松尾芭蕉の俳句（17世紀頃） – 「古池や蛙飛びこむ水の音」(春)、 「秋深き隣は何をする人ぞ」(秋)
  - 『春琴抄』 – 谷崎潤一郎（1933年）
  - 『雪国』 – 川端康成（1947年）
  - 『まほろ市の殺人』 –有栖川有栖（1997年）、春・夏・秋・冬の4作から成っている競作小説。
  - 『四季』シリーズ – 森博嗣（2003–2004年）
  - 『春夏秋冬代行者』シリーズ –暁佳奈（2011年）、小説。

### 美術品・工芸品
- 海外：
  - 四季連作(Les Quatre Saisons, 1573年) – ジュゼッペ・アルチンボルド（イタリア）。春・夏・秋・冬をそれぞれ果物や花で構成した肖像画。
  - 四季の寓意(Allegories of the Four Seasons, 1610年) – ニコラ・プッサン（フランス）ルネサンス絵画における四季の象徴表現。
  - 四季の風景(The Four Seasons Landscapes, 1870年代) – カミーユ・ピサロ（フランス）。フランスの田園風景を四季に分けて描いた印象派の絵。
  - 四季(Die vier Jahreszeiten, 1896年) – アルフォンス・ミュシャ（チェコ）。アール・ヌーヴォーのポスターシリーズ。ギリシャ少女の姿で、四季を象徴的に描く。
- 日本：
  - 四季図屏風 – 円山応挙（18世紀）
  - 四季屏風 – 俵屋宗達（17世紀）

### 映画・テレビドラマ
- 海外：
  - 『四季』(Les Quatre Saisons, 1980年) – フランス。人間関係の変化を四季の移り変わりと重ねる作品。Radu Mihăileanu監督。
  - 『四季』(The Four Seasons, 1982年) – アメリカ。アラン・アルダ監督。3組の中年夫婦の物語をヴィヴァルディの音楽とともに描く。2025年のティナ・フェイ制作のNetflixコメディドラマシリーズ『フォー・シーズンズ』はこの映画を原作とする。
  - フランスの映画人エリック・ロメールの連作、春のソナタ（1990年）・冬物語（1992年）・夏物語（1996年）・恋の秋（1998年）の4部を創作した。
  - 韓国のドラマ監督ユン・ソクホの連作、秋の童話（2000年）・冬のソナタ（겨울연가、2002年）・夏の香り（2003年）・春のワルツ（2006年）の4部を創作した。
  - 『春夏秋冬そして春』(봄 여름 가을 겨울 그리고 봄, 2003年) – 湖上の小さな寺院を舞台に、春夏秋冬の巡りとともに人生の輪廻を描いた芸術映画。
- 日本：
  - 『四季・奈津子』(Shiki Natsuko, 1980年) – 四季を冠した名を持つ4人姉妹――奈津子、波留子、布由子、亜紀子の愛の四重奏を描いた映画とテレビドラマ。
  - 『四月物語』(April Story, 1998年) – 女子学生が春で新たな生活を求めて上京し、その後の一年を描く映画。
  - 『四畳半神話大系』(2010年) – 季節の移ろいが物語の鍵となる小説とテレビドラマ。

### ゲーム・アニメ・アニメ映画
- 海外：
  - 『ザ・シムズ2:シーズンズ』(The Sims 2: Seasons、2007年、アメリカ) – ゲーム内で四季の変化を体験できるシミュレーションゲーム。
  - 『ウィッチャー3:ワイルドハント』(The Witcher 3: Wild Hunt、2015年、ポーランド) – ゲーム内の景色やイベントは、四季の変化に応じて大きく変化する。
  - 『シーズンズ・アフター・フォール』(Seasons After Fall、2016年、フランス) – 季節の変化を操る能力を持つ狐が冒険する、幻想的なゲーム。
- 日本：
  - 『牧場物語』シリーズ（1996年から） – 季節の移り変わりに応じて、育てられる作物や発生するイベントが変化する。
  - 『ゼルダの伝説 ふしぎの木の実 大地の章』(2001年) – 季節を切り替えながら謎を解く、アクションアドベンチャー。
  - 『ARIA The ANIMATION』(2005年) – 各話が四季の流れを感じさせるアニメ。
  - 『秒速5センチメートル』(2007年) – 季節の変化を背景に描くアニメ映画。
  - 『ポケットモンスター ブラック・ホワイト』(2010年) – ゲーム内の季節が、1か月ごとに変わるシステムを採用。
  - 『氷菓』(2012年) – 季節の変化が繊細に描写されるミステリーアニメ。
  - 『ファイアーエムブレム 風花雪月』(2019年) – 毎各章のタイトルが四季にちなんだものになっている。
  - 『あつまれ どうぶつの森』(2020年) – 現実の時間と連動し、四季の移り変わりがリアルタイムで再現される。